# Piet Wildschut
Pieter „Piet” Wildschut (ur. 25 października 1957 w Leeuwarden) – holenderski piłkarz, grający na pozycji pomocnika.
Z reprezentacją Holandii, w której barwach od 1978 do 1982 roku rozegrał 11 meczów, zdobył wicemistrzostwo świata w 1978 roku. Karierę rozpoczynał w FC Groningen, a potem był zawodnikiem FC Twente, PSV Eindhoven, belgijskiego Royal Antwerp FC oraz na końcu kariery Rody Kerkrade.